# Sitter
Sitter är ett vattendrag i Schweiz. Det ligger i den nordöstra delen av landet, 150 km öster om huvudstaden Bern.
Omgivningarna runt Sitter är en mosaik av jordbruksmark och naturlig växtlighet. Runt Sitter är det tätbefolkat, med 411 invånare per kvadratkilometer.